# Carbonato deidratasi
La carbonato deidratasi (o anidrasi carbonica; CAH) è un enzima, appartenente alla classe delle liasi, che è presente nei globuli rossi ,nei mesofilli delle piante C4 e CAM e in molti altri organismi e tipi cellulari (ad esempio anche a livello dei tubuli renali e del sistema nervoso).
Il compito dell'anidrasi carbonica è quello di catalizzare la reazione tra anidride carbonica (CO2) e acqua (H2O) a formare acido carbonico (H2CO3) secondo l'equazione chimica:
{\displaystyle {\ce {H2O + CO2 <=> HCO3- + H+}}}
La direzione in cui la reazione ha luogo dipende dalla concentrazione di CO2: se questa è bassa (come nei polmoni) l'acido viene dissociato, e viene liberata anidride carbonica; se questa è elevata, l'anidride si lega all'acqua che forma i carbonati e questi vengono trasportati dal sangue ai polmoni.
Non si tratta di un enzima esclusivamente umano, dal momento che è presente in svariati organismi biologici ed è fondamentale nella fotosintesi ossigenica nel ruolo di concentrazione della CO2 che sarà fissata dall'enzima ribulosio-bisfosfato carbossilasi.

## Biologia e fisiologia
Della proteina ne esistono almeno 12 isoforme, contrassegnate con numeri romani; hanno svariata distribuzione tessuto-dipendente e tutte necessitano di zinco per la loro catalisi.
Tra i ruoli biologici oramai riconosciuti alle CAHs vi sono:
- acidificazione del tessuto renale
- controllo ionico dell'apparato riproduttivo
- riassorbimento osseo
- controllo della gluconeogenesi
- secrezione acida gastrica.

Le isoforme IX e XII sono state correlate alla proliferazione cellulare ed all'oncogenesi, dato che sono espresse in elevate concentrazioni in molti tipi di tumori umani.
La distribuzione subcellulare delle isoforme è così disposta:
- la CAH I, II, III e VII si trovano nel citoplasma;
- la CAH V è mitocondriale;
- la CAH VI è presente nella saliva e
- la CAH IV, IX, XII e XIV sono proteine di membrana, di cui la VI è ancorata tramite un residuo di glicosil-fosfatidil-inositolo (GPI anchor), mentre le altre sono proteine transmembrana;
- esiste anche una proteina CAH-simile nel nucleo cellulare chiamata p54nrb, che ha dimostrato attività enzimatica. Secondo alcuni Autori potrebbe servire alla regolazione del pH nucleare durante la mitosi.

## Acidificazione gastrica e renale
L'anidrasi carbonica II è una delle isoforme maggiormente studiate. Serve alla secrezione protonica gastrica grazie alla sua interazione con lo scambiatore anionico cloro-bicarbonato (AE1), di cui esistono varie forme. Le proteine AE facilitano lo scambio elettro-neutro tra anioni bicarbonato e anioni cloro tra l'ambiente extracellulare e quello citoplasmatico; in tal modo contribuiscono alla regolazione del pH, alla regolazione del volume cellulare ed all'eliminazione dell'anidride carbonica. La CAH II interagisce con la proteina AE1 e nelle cellule ossintiche dello stomaco per controllare la secrezione di protoni nel lume gastrico, mentre gli anioni bicarbonato vengono re-direzionati nel torrente sanguigno. L'interazione è stata vista verificarsi anche a livello degli eritrociti. Il suo blocco tramite il farmaco acetazolamide (diuretico sulfamidico) risulta in una grossa riduzione del trasporto di bicarbonato nel sangue. La CAH II è espressa pure a livello renale, soprattutto nelle cellule intercalari, e con minore espressione nei tubuli prossimali, nell'ansa di Henle e nelle cellule principali del dotto collettore. È l'unica forma solubile di CAH nelle cellule epiteliali renali.
La CAH IV si trova nelle cellule dell'orletto a spazzola e sulle membrane basolaterali delle cellule del tubo prossimale, mentre la CA XII è stata riscontrata nelle membrane basolaterali della branca spessa ascendente dell'ansa di Henle e dei tubuli convoluti distali. Nei tubuli prossimali pare sia stato riscontrato anche l'mRNA per l'isoforma XIV. Il rene riassorbe in pratica quasi tutto il bicarbonato maneggiato dai glomeruli, l'80% del quale in media avviene nel tubulo prossimale. Qui, grazie all'interazione biochimica e funzionale con altre proteine, le CAH II e IV operano il riassorbimento dell'anione bicarbonato. 
Infatti, nel tubulo prossimale uno scambiatore sodio-protoni (NHE3) e la protone-ATPasi vacuolare secernono protoni nel lume che si combinano con gli anioni HCO−3, che vengono scissi in acqua e CO2 dalla CAH IV. La CO2 diffonde nelle cellule attraverso la membrana apicale e viene reidratata dalla CAH II citoplasmatica a bicarbonato e protoni. I protoni vengono così riciclati dall'NHE3 mentre il bicarbonato diffonde attraverso la membrana basolaterale tramite un cotrasportatore sodio-dipendente. Il processo si conclude con un netto riassorbimento di bicarbonato senza alcuna secrezione di protoni.

## Regolazione endogena
L'anidrasi carbonica risente della presenza di anioni organici ed alcune isoforme possono risentire anche dell'effetto di cationi.
I migliori inibitori delle CAH I e II sono l'anione clorato, l'anione perclorato e silicato mentre il solfato è un inibitore debole. Possono però venire rallentate dal solfato di magnesio in toto. Anche il carbamil-fosfato (prodotto iniziale del ciclo dell'urea) esercita azione regolatrice su questi due isoenzimi. La CAH I, inoltre, può essere direttamente attivata dagli anioni fosfato mono- e dibasico (H2PO−4 ed HPO2−4).
L'isoforma III può essere attivata dal fosfato inorganico e da altri composti contenenti fosforo di importanza biologica, come l'ATP e l'acido 3-fosfoglicerico. È stato speculato che questo isoenzima regoli l'andamento del pH durante la glicolisi.
L'isoenzima IV è invece estremamente sensibile agli anioni ortofosfato, sensibile al solfato ma non al perclorato e può essere attivata dagli ioni cloruro e bromuro. La forma mitocondriale V fra tutte ha la più bassa affinità sia per il solfato che il carbonato, ed è resistente al fosfato inorganico. Invece, la CAH IX associata ai tumori è molto resistente all'inibizione da solfato ma è estremamente sensibile alle minime variazioni di carbonato e bicarbonato.